# Encuentros muy cercanos con señoras de cualquier tipo
Encuentros muy cercanos con señoras de cualquier tipo es una película cómica argentina, cuyos protagonistas principales son Alberto Olmedo, Jorge Porcel, Moria Casán y Adriana Aguirre, estrenada el 14 de septiembre de 1978.

## Argumento
Alberto y Jorge son dos cómicos, que ante la posibilidad de ganar dinero con un agente de negocios, aceptan representar el papel de ejecutivos de una empresa ficticia, con el fin de aparentar prosperidad ante posibles compradores extranjeros de jugadores.
Como el agente de negocios les indica que se presenten como casados, Alberto y Jorge les proponen a dos compañeras de trabajo (Viviana y Marcela) que representen el papel indicado.

## Reparto
- Alberto Olmedo como Alberto
- Jorge Porcel como Jorge
- Moria Casán como Viviana
- Adriana Aguirre como Marcela
- Adolfo García Grau como Vanoli
- Patricia Dal como Sta. Gonzaga
- Stella Maris Lanzani como Tota
- Virgilio Galindo como Ramírez
- Camila Perissé como Mujer demente en barco
- Aldo Bigatti
- Elda Dessel como Sra. de Alonso
- Loanna Muller
- Alicia Muñiz